# Nahuelito

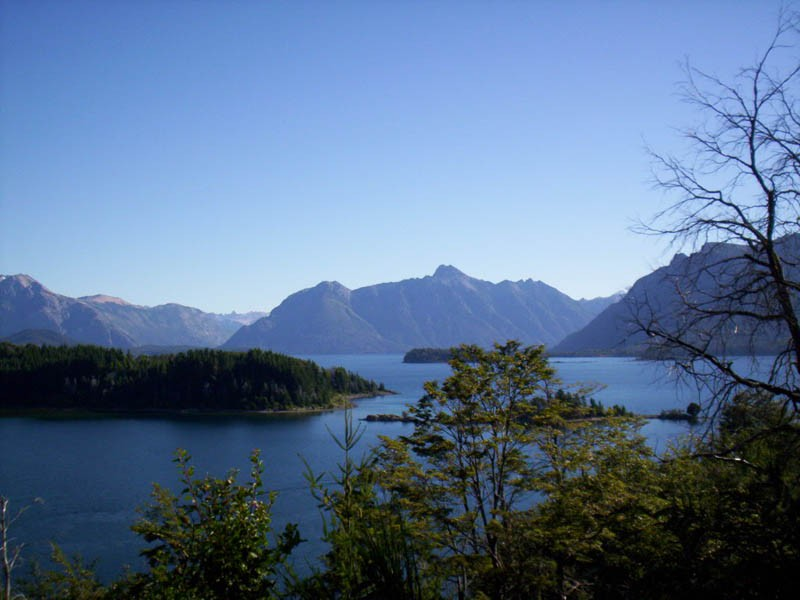
Imatge del llac on viuria el Nahuelito

Nahuelito és una presumpta criatura aquàtica desconeguda que segons la creença popular viu al llac Nahuel Huapi a l'Argentina.
Igual com Nessie, el seu homòleg escocès, rep el nom del llac on suposadament habita. La seva existència mai no ha estat confirmada malgrat recerques sistemàtiques. La llegenda és molt coneguda al país i és una referència en llibres i articles clàssics de criptozoologia.

## El Nahuel del maputxe
El terme Nahuel, que dona nom tant al Parc Nacional Nahuel Huapi com al Llac Nahuel Huapi i la seva presumpta criatura, ve del mapudungun, llengua que parlaven els indígenes de la zona (maputxes o araucans, terme menys utilitzat). Significa "jaguar", tanmateix equívocament s'ha traduït com "Illa del Tigre".

## Història
L'origen de la llegenda actual es remuntaria a relats indígenes previs a la conquesta. Els primers exploradors van obtenir dels nadius del lloc llegendes sobre trobades ocasionals amb monstres aquàtics.
El primer possible albirament registrat data de 1910, encara que George Garret, el seu protagonista, ho va fer públic molt temps després. El 1910 Garret treballava en una companyia prop del llac Nahuel Huapi. Un dia d'aquell any, després de navegar pel llac i a punt de desembarcar, va poder veure a uns 400 m de distància una criatura la part visible de la qual mesurava entre 5 i 7 m de llarg i sobresortia uns dos metres per sobre de l'aigua. En comentar la seva experiència amb gent del lloc, Garret s'assabenta d'històries similars relatades pels indígenes. Però el fet es fa públic de nou el 1922, quan ho explica al diari Toronto Globe. En aquells dies s'organitzava la primera expedició per cercar Nahuelito. La controvèrsia va atènyer l'aopgeu. La premsa internacional en va publicar una descripció, que s'assemblava molt a un plesiosaure.
A partir de 1897, Clemente Onelli, director del zoològic de Buenos Aires, comença a rebre informes esporàdics sobre una possible estranya criatura habitant dels llacs patagónicos.
El 1922 el Dr Onelli rep el testimoni de Martin Sheffield, un cercador d'or nord-americà, sobre un presumpte rastre de grans empremtes a la vora del llac Nahuel Huapi. Sheffield igualment deia haver vist un enorme animal desconegut al centre del mateix llac. Convençut per l'informe de Sheffield, Onelli organitza una expedició de recerca que va ser liderada pel superintendent del zoològic, José Chiagi. Entre els participants hi havia reconeguts caçadors armats amb rifles per caçar elefants i dinamita per minar el llac.
Entre els habitants gautxos de la regió del Nahuel Huapi hi ha molts rumors sobre un monstre que solen anomenar el sueiro que és difícilment observable, ja que diuen que «surt dels llacs de nit, posseeix el cos de la mida d'una vaca i deixa empremtes com d'un ànec gegant». També diuen que el monstre és carnívor, i menja sovint les vaques. Aquests rumors més semblen una elaboració criolla del mite maputxe referit a el cuero.
La gent va reaccionar negativament davant de la participació de caçadors, i Albarracín, President de l'Associació Protectora d'Animals, va sol·licitar el Ministre de l'Interior que revoqués l'autorització per a la recerca, ja que la llei prohibia la cacera d'animals exòtics. Finalment es va resoldre el tema del permís i l'expedició va continuar endavant, però tanmateix va tornar a Buenos Aires sense resultats. La història va tenir repercussió internacional i se'n va parlar en publicacions com la revista Scientific American.
El 1960, l'Armada Argentina hauria perseguit al llac un objecte submarí no identificat durant divuit dies, sense poder identificar-lo; que algunes persones van relacionar amb aquesta presumpta criatura. El creixement com a destinació turística de la ciutat de Bariloche, situada a la riba del Nahuel Huapi, va augmentar les presumptes observacions ocasionals, igual que succeeix al llac Ness; però mai no s'ha obtingut un registre gràfic concloent.

## Explicacions a favor de la seva existència
S'han proposat diverses teories per explicar el mite, però fins al moment cap no ha rebut una anàlisi seriosa que les validi. Aquestes teories serien les següents:
- Animal prehistòric: és la hipòtesi més popular, la qual diu que Nahuelito seria un supervivent de l'època dels dinosaures, probablement un plesiosaure. D'altres recolzen la teoria d'un ictiosaure, basant-se en l'abundància de fòssils d'aquest animal trobats a la regió. Tanmateix, els llacs patagons es van formar en una època geològica posterior a l'extinció dels dinosaures, la qual cosa refutaria la hipòtesi. També s'ha suggerit que podria tractar-se d'un milodón, un mamífer terrestre extint fa molt temps, que encara que podria coincidir amb algunes descripcions, no tenia hàbits aquàtics.
- Una mutació: una versió més moderna (i més fantàstica) suggereix que Nahuelito seria una estranya mutació d'algun animal local produïda pels experiments nuclears que es venen realitzant ininterrompudament fa 60 anys.
- Un Submarí: potser l'última teoria en arribar al públic sigui la que atribueix les aparicions a un petit submarí d'origen desconegut, la qual molts interpreten com una variació cultural moderna del mite del monstre aquàtic. Però aquesta última teoria tampoc no s'ha demostrat mai.

És curiós, tanmateix, que la majoria (encara que no tots) dels albiraments "post Nessie" descriuen al Nahuelito de forma semblant: una longitud d'aproximadament 10-15 metres, dues gepes, pell de cuir i, a vegades, un coll en forma de cigne. Aquesta caracterització segons els partidaris de l'existència d'aquesta presumpta criatura, coincidirien amb les descripcions que van fer els Maputxes uns dos-cents anys enrere.

## Explicacions en contra de la seva existència
Els relats indígenes difícilment no es poden citar com a argument, ja que els nadius tenien llegendes sobre l'existència de monstres aquàtics en pràcticament tots els llacs i rius de la Patagònia. L'antecedent directe de Nahuelito seria el mite de "El Cuero", monstre sense cap ni potes que suposadament habitava també al llac. Així, aquest ésser d'aquesta llegenda Maputxe no tindria realment l'aparença que se l'associa al Nahuelito.
Totes les observacions poden ser explicades de la mateixa forma que s'ha fet amb el Monstre del llac Ness.